# Tymmophorus tricolor
Tymmophorus tricolor là một loài tò vò trong họ Ichneumonidae.